# Giovanni Ceva
Giovanni Ceva [džováni čéjva], italijanski matematik in inženir, * 7. december 1647, Milano, Italija, † 15. junij 1734, Mantova.

## Življenje in delo
Ceva je študiral na Jezuitskem kolegiju v Milanu in nato na Univerzi v Pisi. Leta 1686 so ga imenovali za profesorja matematike na Univerzi v Mantovi.
Leta 1678 je v delu De lineis rectis objavil Cevov izrek iz elementarne geometrije, po katerem je najbolj znan.
Ponovno je odkril in objavil Menelajev izrek. Ukvarjal se je tudi z mehaniko, statiko, hidravliko in ekonomijo. Delo De Re Nummeraria, ki ga je objavil leta 1711, je eno prvih del iz ekonomske matematike.
Raziskoval je ravninsko krivuljo, po njem imenovano Cevova trisektrisa (Cevova cikloida), dano z enačbo v polarnih koordinatah (r, φ):
{\displaystyle r=1+b\sin 2\varphi \!\,.}
- Ragioni [...] contra l'introduzione del Reno nel Pò, 1716
- Replica [...] in difesa delle sue dimostrazioni, e ragioni per la quali non debbasi introdurre Reno in Po, 1717